# 12664 Sonisenia
12664 Sonisenia eller 1978 SS5 är en asteroid i huvudbältet som upptäcktes den 27 september 1978 av den ryska astronomen Ljudmila Tjernych vid Krims astrofysiska observatorium på Krim. Den är uppkallad efter Sofiya och Semen, barn till Mark Ziselevich Orlovskij.
Asteroiden har en diameter på ungefär 7 kilometer och den tillhör asteroidgruppen Astraea.